# Acqua doppiamente marcata
L'acqua doppiamente marcata è acqua dove gli atomi di idrogeno e di ossigeno sono stati entrambi parzialmente sostituiti con isotopi poco comuni di questi elementi, al fine di utilizzarla come tracciante. L'acqua doppiamente marcata è disponibile in commercio. Per motivi di praticità e sicurezza si usano normalmente gli isotopi non radioattivi deuterio (D) e ossigeno-18 (18O). La principale applicazione è in campo biologico per misure di metabolismo, con il metodo noto con la sigla DLW.

## Metodo DLW
Il metodo DLW  (dall'inglese Doubly Labeled Water = acqua doppiamente marcata), inventato negli anni cinquanta da Nathan Lifson e collaboratori, è usato per misurare il consumo metabolico durante un certo intervallo di tempo. Fino agli anni ottanta l'uso rimase circoscritto ad animali di piccola taglia a causa del costo dell'isotopo 18O. Negli anni settanta i metodi di spettrometria di massa si perfezionarono e il prezzo di 18O calò. La prima applicazione su esseri umani fu fatta da Dale Schoeller nel 1982.

### Principio del metodo
Il metodo si basa sul metabolismo del carbonio nel nostro corpo, e valuta la quantità di diossido di carbonio prodotto dal soggetto in un certo intervallo di tempo, determinando la quantità di deuterio e ossigeno-18 presenti in campioni di fluidi corporei (si può prelevare saliva, urina o sangue). Questa procedura ha il vantaggio di non richiedere le apparecchiature ingombranti per misurare scambi gassosi che sarebbero necessarie per misurare direttamente il diossido di carbonio. Il metabolismo del carbonio nel nostro corpo si può schematizzare nel modo seguente.
La respirazione cellulare demolisce molecole contenenti carbonio per ottenere energia, e come prodotto di scarto viene rilasciato diossido di carbonio. Il diossido di carbonio contiene due atomi di ossigeno e un atomo di carbonio (CO2), ma molecole di nutrienti come i carboidrati non contengono abbastanza ossigeno da fornire i due atomi di ossigeno necessari a formare CO2. L'ossigeno mancante viene preso dall'acqua presente nell'organismo. Se al soggetto è stata somministrata acqua doppiamente marcata, l'ossigeno dell'acqua è marcato con 18O, e anche il CO2 prodotto dalle cellule conterrà 18O. In seguito il CO2 passa attraverso il citoplasma della cellula, attraverso i fluidi interstiziali, entra nella circolazione del sangue e arriva nei polmoni. Durante questo tragitto il CO2 viene parzialmente convertito in modo reversibile a bicarbonato, e l'18O si equilibra distribuendosi nel bicarbonato e nel CO2 disciolti all'interno del corpo (ciò è dovuto all'azione dell'enzima carbonato deidratasi). Quando il CO2 viene espirato, il corpo perde 18O. Un'altra parte di 18O viene eliminata dal corpo come acqua (urina, sudore e altri fluidi). Di conseguenza 18O viene eliminato come CO2 e come H2O. Il deuterio, secondo elemento marcato, viene invece eliminato solo attraverso l'acqua. Così, la misura del calo di deuterio su campioni di fluidi corporei si può usare per compensare matematicamente la perdita di 18O attraverso l'acqua e valutare quanto CO2 è stato prodotto. Da questo valore si può stimare quale è stato il fabbisogno calorico nell'intervallo di tempo considerato.

### Somministrazione
L'acqua doppiamente marcata può essere somministrata per iniezione o per via orale (come si fa generalmente per l'uomo). Dato che gli isotopi vengono diluiti all'interno dell'acqua presente nell'organismo, non c'è bisogno di somministrarli in forma di particolare purezza isotopica, e neanche di partire da acqua che sia doppiamente marcata. Non è neanche necessario somministrare un atomo di 18O ogni due atomi di deuterio. In pratica tutto dipende dal costo dell'acqua arricchita con 18O e dalla sensibilità dello spettrometro di massa che si utilizza. La maniera più semplice per preparare acqua doppiamente marcata per studi di metabolismo è quella di mescolare una certa quantità di acqua pesante contenente il 90-99% di deuterio con una certa quantità di acqua arricchita in 18O. In questo modo il campione di acqua preparato contiene sia deuterio che 18O in quantità enormemente maggiore dell'acqua normale, ed è quindi "doppiamente marcata". Il rapidissimo scambio degli idrogeni tra molecole d'acqua tramite i normali processi di autoionizzazione assicura l'uniforme distribuzione degli isotopi in tutto il campione (e anche all'interno del corpo una volta che l'acqua doppiamente marcata è stata somministrata).

### Applicabilità
Il metodo DLW è molto utile per misure di metabolismo che si estendono a periodi relativamente lunghi di tempo (giorni o settimane) su soggetti in cui altri tipi di misure calorimetriche dirette o indirette sarebbero difficili o impossibili. Ad esempio, si può misurare il metabolismo di animali allo stato libero. Nella maggior parte dei casi si cattura l'animale e gli si inietta l'acqua doppiamente marcata, poi lo si tiene in cattività per un certo tempo fino alla raccolta del primo campione di sangue. Questo tempo è necessario per permettere agli isotopi di distribuirsi uniformemente nel sangue, e dipende dalla taglia dell'animale; per animali piccoli bastano 30 minuti mentre per animali molto grandi possono essere necessarie anche 6 ore. L'animale può quindi essere rilasciato e ricatturato dopo intervalli di tempo opportuni per successivi prelievi di sangue. 
Gli isotopi deuterio e 18O usati nell'acqua doppiamente marcata non sono radioattivi, e non sono tossici nelle dosi utilizzate (vedi tossicità dell'acqua pesante). Misure di metabolismo con acqua doppiamente marcata sono state effettuate sia in volontari che su bambini e donne incinte. Questa tecnica è stata usata su oltre 200 specie di animali selvatici (soprattutto uccelli, mammiferi e alcuni rettili).